# Dolichancistrus carnegiei
Dolichancistrus carnegiei är en fiskart som först beskrevs av Eigenmann, 1916.  Dolichancistrus carnegiei ingår i släktet Dolichancistrus och familjen Loricariidae. Inga underarter finns listade i Catalogue of Life.